# وزارة التعليم العالي والبحث العلمي والابتكار (المغرب)
وزارة التعليم العالي والبحث العلمي وتكوين الأطر هي وزارة مغربية مكلفة بإعداد وتنفيذ السياسات الحكومية المغربية في ميدان التعليم العالي والبحث والعلمي. تأسست الوزارة سنة 1995 وتناط بمهمة إعداد مخططات تنمية التعليم العالي الجامعي وتخطيط الأنشطة المتعلقة به وكذا دعم التعليم العالي والترخيص بفتح مؤسساته إضافة إلى إقرار البحث العلمي وتشجيع الدعم التقني للبحوث العلمية.
في سنة 2017 قامت الحكومة المغربية بدمج وزارة التعليم العالي والبحث العلمي وتكوين الأطر مع وزارة التربية الوطنية في وزارة واحدة وهي وزارة التربية الوطنية والتكوين المهني والتعليم العالي والبحث العلمي. غير أنه في 2021، تم إلغاء هذا الدمج في حكومة أخنوش.

## الهيكل التنظيمي
تتألف وزارة التعليم العالي والبحث العلمي وتكوين الأطر بالإضافة إلى الديوان، من إدارة مركزية تشتمل على:
- الكتابة العامة
- المفتشية العامة
- مديرية التعليم العالي والتنمية البيداغوجية
- مديرية البحث العلمي والابتكار
- مديرية الاستراتيجيات والنظم المعلوماتية
- مديرية الشؤون القانونية والمعادلات والمنازعات
- مديرية الميزانية والشؤون العامة
- مديرية الموارد البشرية
- مديرية التعاون والشراكة

## قائمة الوزراء
| الوزير | الوزير | الوزير            | الحزب | الحزب                                | تواريخ العهدة  | تواريخ العهدة  |
| --- | ------ | ----------------- | ----- | ------------------------------------ | -------------- | -------------- |
| 1 |        | إدريس خليل        |       | —                                    | 27 فبراير 1995 | 13 أغسطس 1997  |
| تم دمج الوزارة مع وزارة الثقافة تحت اسم وزارة التعليم العالي والبحث العلمي والثقافة من 13 أغسطس 1997 لغاية 13 مارس 1998                                     |        |                   |       |                                      |                |                |
| 2 |        | نجيب الزروالي     |       | حزب التجمع الوطني للأحرار            | 13 مارس 1998   | 7 نوفمبر 2002  |
| 3 |        | خالد عليوة        |       | حزب الاتحاد الاشتراكي للقوات الشعبية | 7 نوفمبر 2002  | 8 يونيو 2004   |
| تم دمج الوزارة مع وزارة التربية الوطنية والشباب تحت اسم وزارة التربية الوطنية والتعليم العالي وتكوين الأطر والبحث العلمي من 8 يونيو 2004 لغاية 3 يناير 2012 |        |                   |       |                                      |                |                |
| 4 |        | لحسن الداودي      |       | حزب العدالة والتنمية                 | 3 يناير 2012   | 21 أكتوبر 2016 |
| 5 |        | محمد حصاد         |       | حزب الحركة الشعبية                   | 5 أبريل 2017   | 24 أكتوبر 2017 |
| 4 |        | سعيد أمزازي       |       | حزب الحركة الشعبية                   | 22 يناير 2018  | 7 أكتوبر 2021  |
| 4 |        | عبد اللطيف ميراوي |       | حزب التجمع الوطني للأحرار            | 7 أكتوبر 2021  | الآن           |

## المبادئ
1. يهتدي نظام التربية والتكوين للمملكة المغربية بمبادئ العقيدة الإسلامية وقيمها الرامية لتكون المواطن المتصف بالاستقامة والصلاح، المتسم بالاعتدال والتسامح، الشغوف بطلب العلم والمعرفة، في أرحب آفاقهما، والمتوقد للاطلاع والإبداع، والمطبوع بروح المبادرة الإيجابية والإنتاج النافع.
2. يلتحم النظام التربوي للمملكة المغربية بكيانها العريق القائم على ثوابت ومقدسات يجليها الإيمان بالله وحب الوطن والتمسك بالملكية الدستورية ؛ عليها يربى المواطنون مشبعين بالرغبة في المشاركة الإيجابية في الشأن العام والخاص وهم واعون أتم الوعي بواجباتهم وحقوقهم، متمكنون من التواصل باللغة العربية، لغة البلاد الرسمية، تعبيرا وكتابة، متفتحون على اللغات الأكثر انتشارا في العالم، متشبعون بروح الحوار، وقبول الاختلاف، وتبني الممارسة الديمقراطية، في ظل دولة الحق والقانون.
3. يتأصل النظام التربوي في التراث الحضاري والثقافي للبلاد، بتنوع روافده الجهوية المتفاعلة والمتكاملة ؛ ويستهدف حفظ هذا التراث وتجديده، وضمان الإشعاع المتواصل به لما يحمله من قيم خلقية وثقافية.
4. يندرج النظام التربوي في حيوية نهضة البلاد الشاملة، القائمة على التوفيق الإيجابي بين الوفاء للأصالة والتطلع الدائم للمعاصرة، وجعل المجتمع المغربي يتفاعل مع مقومات هويته في انسجام وتكامل، وفي تفتح على معطيات الحضارة الإنسانية العصرية وما فيها من آليات وأنظمة تكرس حقوق الإنسان وتدعم كرامته.
5. يروم نظام التربية والتكوين الرقي بالبلاد إلى مستوى امتلاك ناصية العلوم والتكنولوجيا المتقدمة، والإسهام في تطويرها، بما يعزز قدرة المغرب التنافسية، ونموه الاقتصادي والاجتماعي والإنساني في عهد يطبعه الانفتاح على العالم.

ينطلق إصلاح نظام التربية والتكوين من جعل المتعلم بوجه عام، والطفل على الأخص، في قلب الاهتمام والتفكير والفعل خلال العملية التربوية التكوينية. وذلك بتوفير الشروط وفتح السبل أمام أطفال المغرب ليصقلوا ملكاتهم، ويكونون متفتحين مؤهلين وقادرين على التعلم مدى الحياة.
وإن بلوغ هذه الغايات ليقتضي الوعي بتطلعات الأطفال وحاجاتهم البدنية والوجدانية والنفسية والمعرفية والاجتماعية، كما يقتضي في الوقت نفسه نهج السلوك التربوي المنسجم مع هذا الوعي، من الوسط العائلي إلى الحياة العملية مرورا بالمدرسة.
ومن ثم، يقف المربون والمجتمع برمته تجاه المتعلمين عامة، والأطفال خاصة، موقفا قوامه التفهم والإرشاد والمساعدة على التقوية التدريجية لسيرورتهم الفكرية والعملية، وتنشئتهم على الاندماج الاجتماعي، واستيعاب القيم الدينية والوطنية والمجتمعية.
1. وتأسيسا على الغاية السابقة ينبغي لنظام التربية والتكوين أن ينهض بوظائفه كاملة تجاه الأفراد والمجتمع وذلك :
  1. بمنح الأفراد فرصة اكتساب القيم والمعارف والمهارات التي تؤهلهم للاندماج في الحياة العملية، وفرصة مواصلة التعلم، كلما استوفوا الشروط والكفايات المطلوبة، وفرصة إظهار النبوغ كلما أهلتهم قدراتهم واجتهاداتهم ؛
  2. بتزويد المجتمع بالكفاءات من المؤهلين والعاملين الصالحين للإسهام في البناء المتواصل لوطنهم على جميع المستويات. كما ينتظر المجتمع من النظام التربوي أن يزوده بصفوة من العلماء وأطر التدبير، ذات المقدرة على ريادة نهضة البلاد عبر مدارج التقدم العلمي والتقني والاقتصادي والثقافي.
2. وحتى يتسنى لنظام التربية والتكوين إنجاز هذه الوظائف على الوجه الأكمل، ينبغي أن تتوخى كل فعالياته وأطرافه تكوين المواطن بالمواصفات المذكورة في المواد أعلاه.
3. تسعى المدرسة المغربية الوطنية الجديدة إلى أن تكون :
  1. مفعمة بالحياة، بفضل نهج تربوي نشيط، يجاوز التلقي السلبي والعمل الفردي إلى اعتماد التعلم الذاتي، والقدرة على الحوار والمشاركة في الاجتهاد الجماعي ؛
  2. مفتوحة على محيطها بفضل نهج تربوي قوامه استحضار المجتمع في قلب المدرسة، والخروج إليه منها بكل ما يعود بالنفع على الوطن، مما يتطلب نسج علاقات جديدة بين المدرسة وفضائها البيئي والمجتمعي والثقافي والاقتصادي.
4. على نفس النهج ينبغي أن تسير الجامعة ؛ وحري بها أن تكون مؤسسة منفتحة وقاطرة للتنمية على مستوى كل جهة من جهات البلاد وعلى مستوى الوطن ككل :
  1. جامعة منفتحة ومرصدا للتقدم الكوني العلمي والتقني، وقبلة للباحثين الجادين من كل مكان، ومختبرا للاكتشاف والإبداع، وورشة لتعلم المهن، يمكن كل مواطن من ولوجها أو العودة إليها، كلما حاز الشروط المطلوبة والكفاية اللازمة ؛
  2. قاطرة للتنمية، تسهم بالبحوث الأساسية والتطبيقية في جميع المجالات، وتزود كل القطاعات بالأطر المؤهلة والقادرة ليس فقط على الاندماج المهني فيها، ولكن أيضا على الرقي بمستويات إنتاجيتها وجودتها بوتيرة تساير إيقاع التباري مع الأمم المتقدمة.

## ٱنظر أيضا
- الحكومة المغربية
- التعليم العالي في المغرب